# Carla Rubens
Carla Rubens est une série télévisée française composée de deux téléfilms de 90 minutes, diffusés le 2 novembre 2005 et le 17 janvier 2007 sur TF1.
Au Québec, le premier téléfilm a été diffusé en deux parties, le 26 novembre et le 3 décembre 2009 à Séries+.

## Synopsis
Cette série met en scène les enquêtes de Carla Rubens, ancienne policière, pour le compte d'une compagnie d'assurance.

## Distribution
- Alexandra Vandernoot : Carla Rubens
- Richard Gotainer : Costa
- Edward Meeks : Mr Smith
- Jérémie Covillault : Charly Benito
- Thierry Rode : Julien
- Pierre-Arnaud Juin : Le clef d'or

## Épisodes
1. Parfum de crime
2. Un enfant en otage

## Audiences
Le premier téléfilm a été vu par 8,3 millions de téléspectateurs, et le deuxième, 5,269 millions.